# Folkskola i Sverige

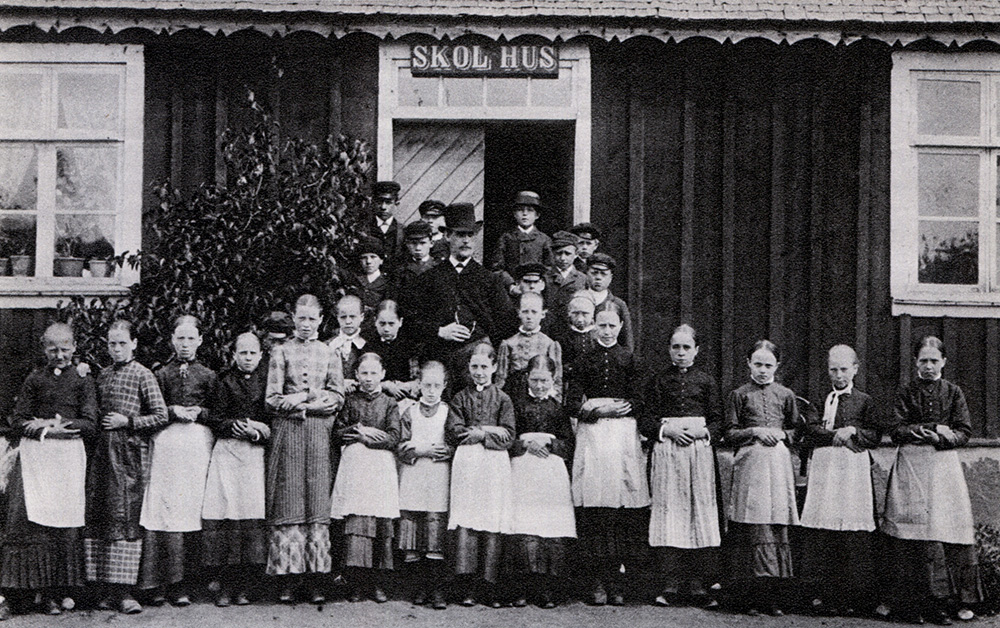
Folkskolan med seminarieutbildad lärare i Snöstorps socken, Halland, på 1880-talet.

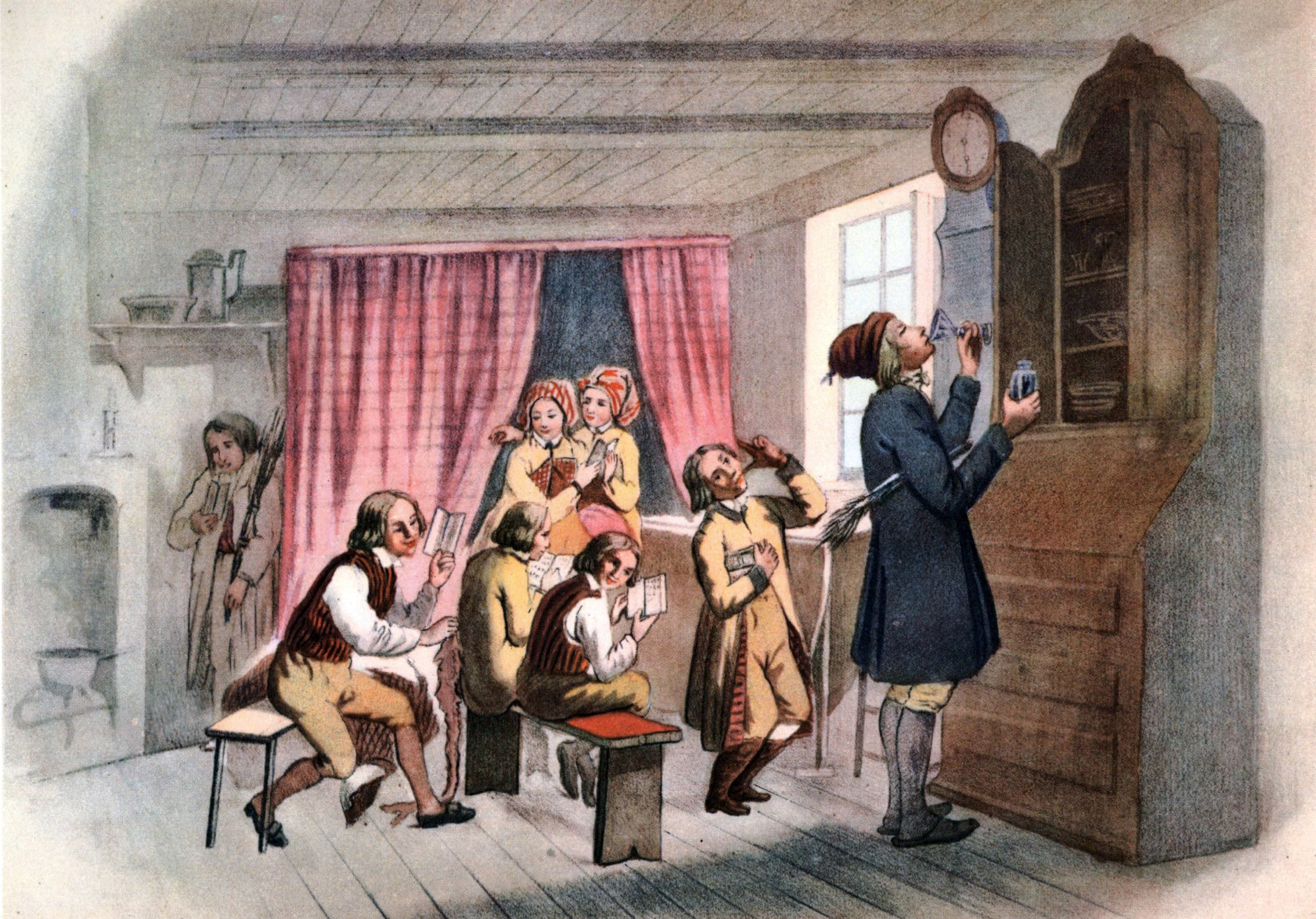
Skola i Vingåker Teckning av Robert Wilhelm Ekman (1845).

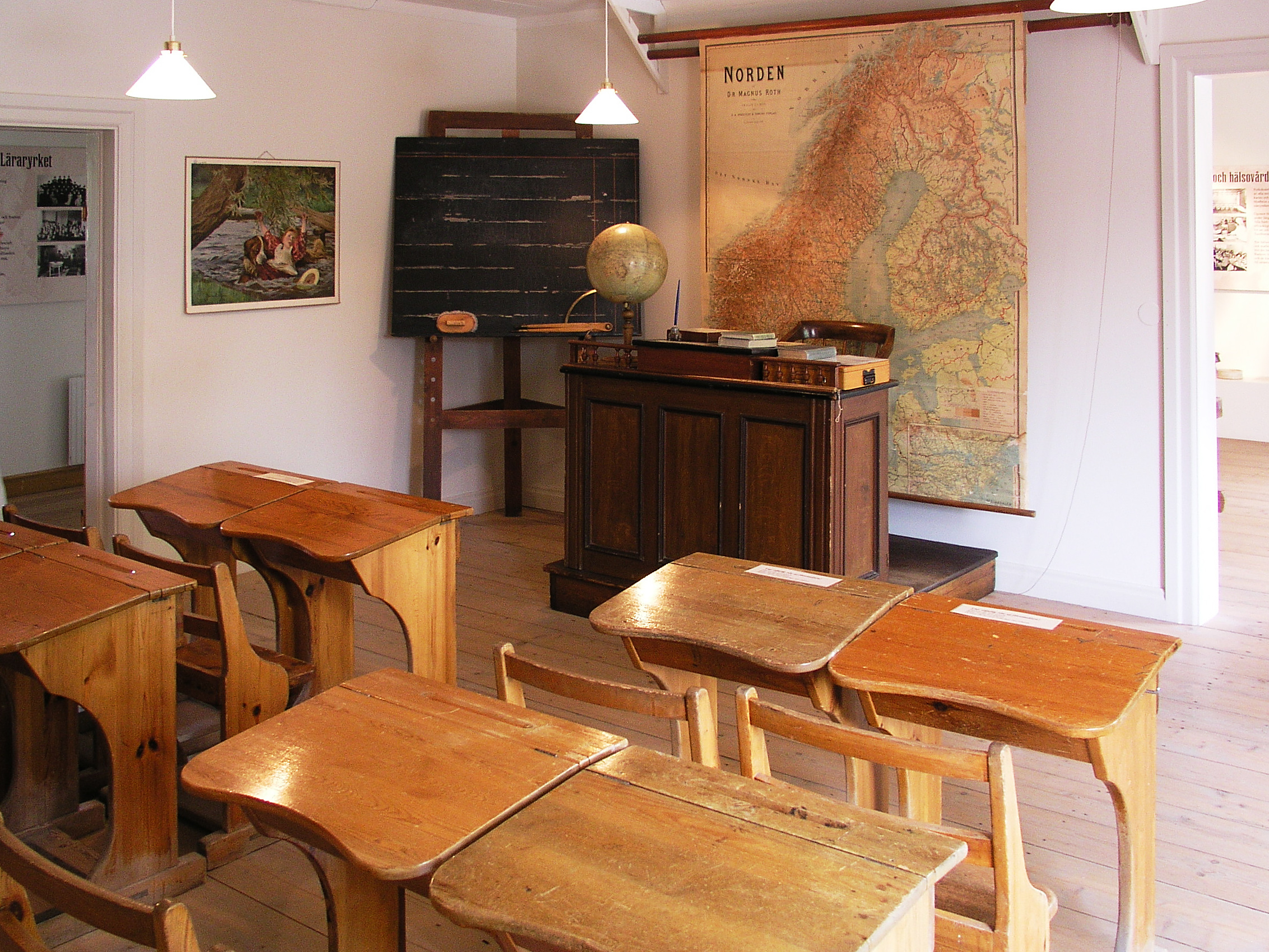
Skolsal från början av 1900-talet, Gamla Linköping.

Folkskola var den primärskola i Sverige som blev lagstadgad 1842 och gav barn baskunskaper i olika ämnen. Efter flera experiment under 1950- och 1960-talet där man försökte med enhetsskola i vissa kommuner och skoldistrikt var skolformen så gott som avvecklad i början av 1970-talet då parallellskolesystemet upphört i Sverige.

## Folkskolans tillkomst

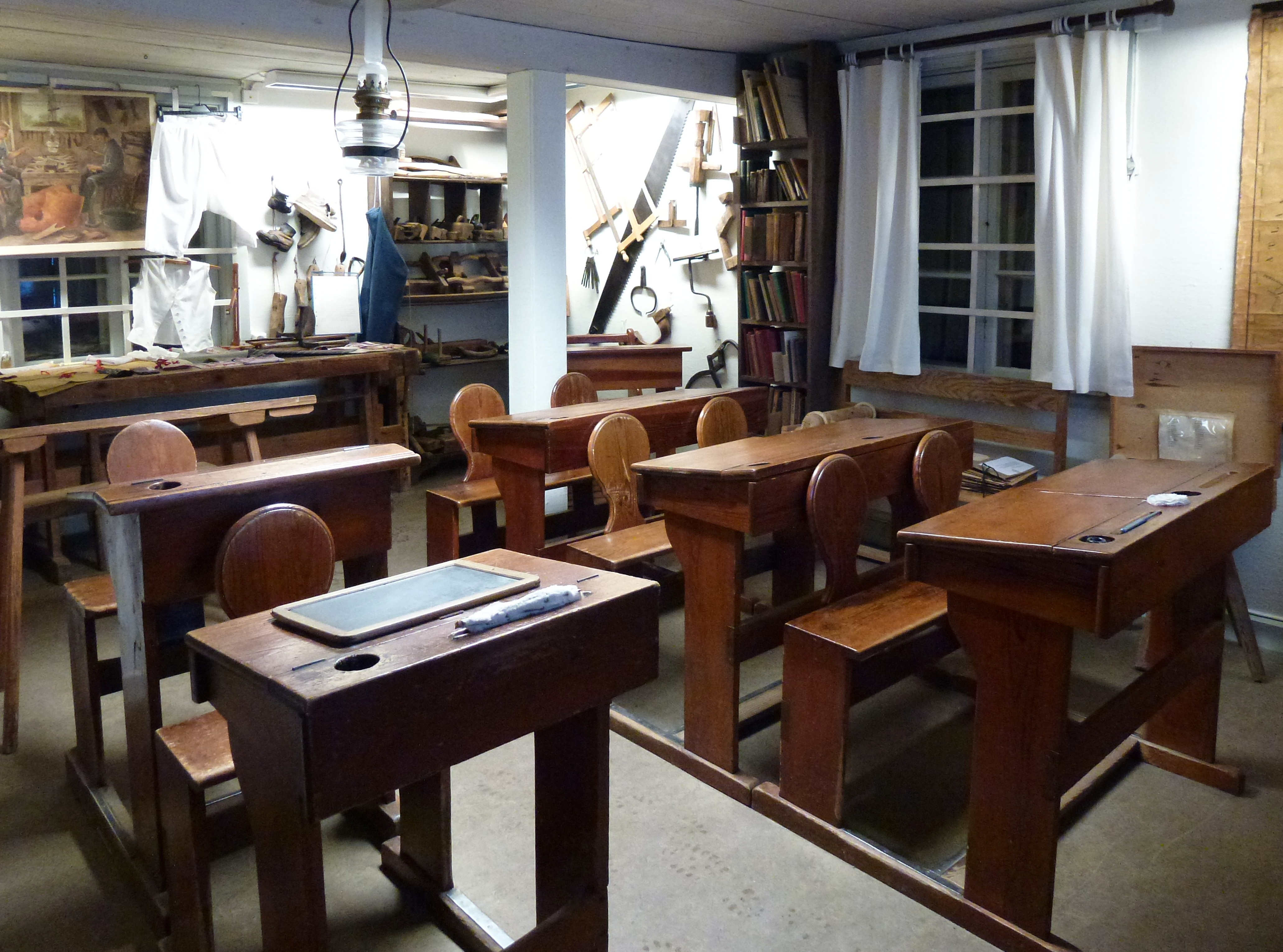
Skolsal från 1800-talets slut i Nyboda hembygds- och skolmuseum (Huddinge kommun).

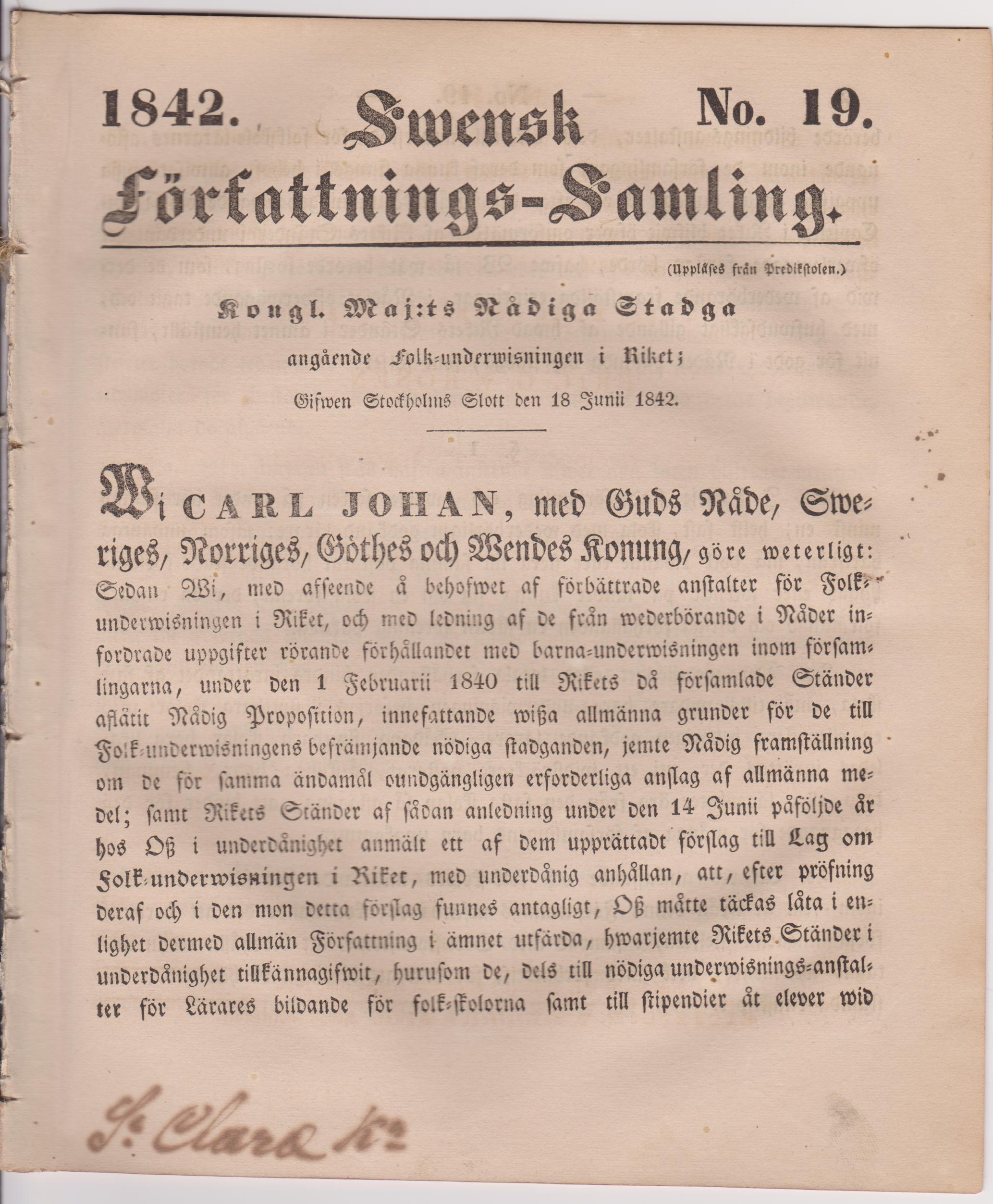
Den svenska Folkskolestadgan från 1842.

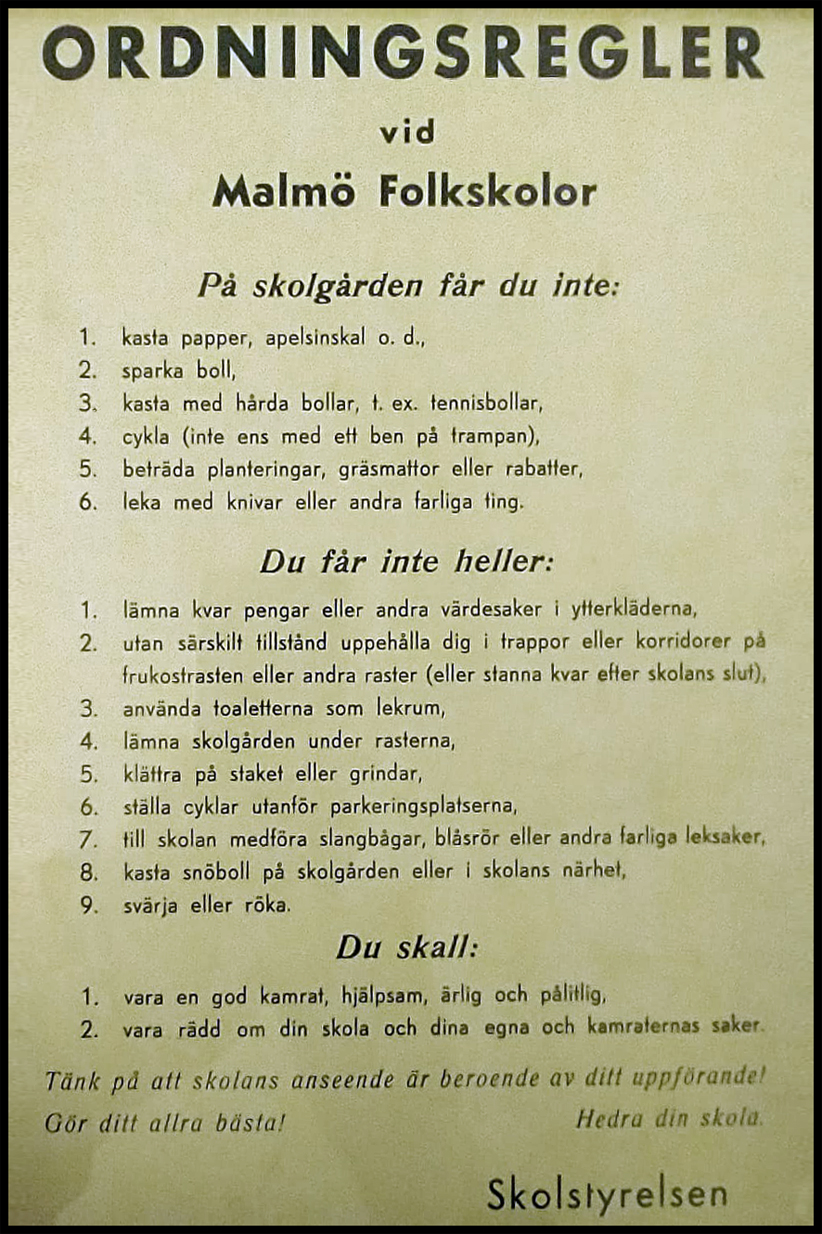
Ordningsregler på skolgården för Malmö Folkskolor från 1950.

Den första fasta barnskolan i Sverige anses vara den som inrättades i Sigtuna 1617. Den första på landsbygden upprättades av riksamiralen Carl Carlsson Gyllenhielm 1629 på hans egendom Sundbyholm. 1640 beslöt riksdagen att en barnskola skulle inrättas i varje stad, där barnen skulle lära sig läsa i bok, skriva och räkna. I 1686 års kyrkolag stadgades bland annat att kyrkoherden skulle lägga sig vinn om att ungdomen i hans socken lärde sig läsa i bok och förstå sina kristendomsstycken. 1737 bestämdes att barn borde lära sig läsa i bok innan de fyllde 10 år. Tanken var att föräldrarna skulle lära sina barn att läsa, och om de själva inte kunde låta klockare eller skolmästare göra det. I praktiken fungerade det inte riktigt lika väl som det var tänkt. 1762 påbjöds att skolmästare skulle anställas i alla socknar där klockaren inte själv kunde sköta uppgiften, men regelverket var så vagt att få skolor inrättades. Vid slutet av 1700-talet fanns endast 150 fasta skolor i Sverige, de flesta tillkomna genom enskilda donationer. Efter statskuppen 1809 föreslogs folkskolereformer vid de flesta riksdagar. Till en början var det främst adeln som stödde folkskoleutbyggnaden, men med tiden blev det bondeståndet som blev folkskolans främsta förkämpar.
Framstegen gick dock sakta. 1814 fanns 40 fasta och 11 ambulerande skolor i Linköpings stifts 214 församlingar, och 44 fasta och 14 ambulerande skolor i Strängnäs stifts 170 församlingar. I Växjö stift fanns 10 fasta och 6 ambulerande skolor på 187 församlingar. Bäst var Visby stift med fasta skolor i samtliga 92 församlingar. Det kan dock anmärkas att av dessa skolor var det 59 procent som undervisade i skrivning och räkning, medan de övriga 41 procenten endast lärde ut innantilläsning och katekesen. 1812 genomfördes en undersökning i Stockholm, som visade att 1 200 barn, varav 400 flickor, fick skolundervisning. Detta beräknades vara ungefär 15 procent av barnen i staden.
Vid början av 1840-talet hade övertygelsen om att menige man behövde en förbättrad undervisning mognat bland Sveriges ledande män och vunnit en varm förespråkare inom själva kungahuset, nämligen dåvarande kronprins Oscar. Han tog i en tidningsartikel till orda för en genomgripande reform av folkupplysningen. Och år 1838, då Karl Johan ett halvt år vistades i Norge, begagnade kronprinsen sin ställning som ordförande i den tillförordnade regeringen till att förbereda en stor omdaning i frågan. Första steget var att regeringen utfärdade ett cirkulär till domkapitlen med anmodan att inkomma med förslag till folkskolornas omdaning.

## 1842 års folkskolestadga
Till 1840–41 års riksdag lades fram ett regeringsförslag i folkskolefrågan enligt vilken det i varje socken borde anställas minst en lärare som skulle meddela undervisning vid fast eller flyttande skola. Enligt underlaget fanns då i rikets 2 308 socknar 1 009 fasta skolor med 1 030 lärare samt 377 församlingar med 508 ambulerande lärare. 1 211 socknar saknade ännu helt skolundervisning. Frågor som dök upp var om särskilda ”fattigskolor” skulle inrättas eller om den obligatoriska folkskolan borde omfatta även flickor. Den 18 juni 1842 fastställdes folkskolestadgan. Enligt denna stadga skulle minst en – helst fast – folkskola inrättas i varje socken, och alla föräldrar blev skyldiga att låta sina barn få undervisning inte endast i innanläsning och kristendom utan även i skrivning och räkning. Minimilönen för läraren skulle utgöra 8 tunnor spannmål och 53 riksdaler 16 skilling banco i penningar samt kofoder och bostad, bestående av ett litet rum. Det var en avsevärd förbättring av skollärarnas ekonomiska ställning, även om lönen inte gick upp mot vad som brukade bestås en bonddräng i Skåne.
Som den första obligatoriska folkundervisningen i Sverige tillkom folkskolan genom riksdagsbeslutet 1842 med 1842 års folkskolestadga. Detta innebar att alla barn skulle få grundläggande utbildning, även om det inte var en strikt skolplikt som vi ser idag, utan snarare en läroplikt. Riksdagsbeslutet lade grunden för folkskolan och fastställde att varje socken skulle ha en skola och att barn skulle få grundläggande kunskaper. Utbildningen innebar läroplikt, inte skolplikt och trots  att det var obligatoriskt att lära sig läsa, skriva och räkna, fanns det fortfarande möjlighet till hemundervisning. Barnen var dock tvungna att visa upp sina kunskaper i skolan. Ansvaret delades mellan staten och församlingarna. Staten ansvarade för att utbilda lärare, medan församlingarna skulle inrätta skolor och betala lärarnas löner. Inledningsvis var det en begränsad skolgång. Under de första åren var omfattningen av skolgången ofta kort, ibland bara ett år, och undervisningen kunde ske i stora grupper och på deltid. Behovet av förberedande skolor, så kallade småskolor, upptod i samband med industrialiseringen och samhällets förändringar. Från 1863-1864 inrättades det ofta småskolor. Folkskolans tillkomst var en viktig del av Sveriges demokratiska utveckling och ett steg mot en mer jämlik tillgång till utbildning. 

## Skolplikten
Skolplikten för barn födda på 1840-talet var sex år, enligt 1842 års folkskolestadga. Denna stadga innebar att alla barn skulle få undervisning i läsning, skrivning, räkning och katekesen, vilket var grundläggande färdigheter för att klara sig i samhället. Enligt 1842 års folkskolestadga var detta en viktig milstolpe i svensk skolhistoria och innebar att varje församling var skyldig att ha minst en skola. Obligatorisk undervisning gällde istället för en ren skolplikt, som vi ser idag, innebar detta en läroplikt. Barnen skulle inhämta vissa kunskaper och färdigheter, men det var inte nödvändigtvis i en formell skola. Folkskolan var oftast sexårig och indelad i småskola (2 år) och folkskola (4 år). Målgruppen för folkskolan var främst avsedd för barn till bönder och arbetare, men även andra barn kunde gå där. Från folkskolan fanns det fortsatt utbildning. För de som önskade och hade råd fanns det även fortsättningsskolor, som gymnasium, men dessa var inte obligatoriska. Även om folkskolan inte var enhetlig och inte alltid genomfördes fullt ut, så lade den grunden för det moderna svenska skolväsendet.
Folkskolan infördes med en dispenstid på fem år för att ge socknarna möjlighet att inrätta skolor och anställa lärare. I praktiken visade det sig omöjligt att få det hela att fungera så snabbt. Först 1850 var folkskolor allmänt inrättade, förutom i några av de nordligaste socknarna. 1853 medgavs avlägsna byar möjlighet att inrätta provisoriska skolor utan behöriga lärare, under förutsättning att dessa lärare godkänts av socknens pastor. Någon läsundervisning fanns från början inte i folkskolan, för eleverna förutsattes ha fått den grundläggande undervisningen i hemmen. Det visade sig dock inte fungera, för de flesta elever hade inte de erforderliga kunskaperna när de började i skolan. Därför infördes 1858 småskolan, som med 1882 års folkskoleplan blev tvåårig. 1919 samordnades småskola och folkskola helt.
Skolplikten för barn födda på 1850-talet var sex år. Folkskolestadgan, som infördes 1842, innebar att barn skulle börja skolan vid sju års ålder och fortsätta i sex år, vilket betyder att de skulle sluta vid tretton års ålder, enligt en artikel om skolans historia. Ett sjunde år lades till senare, men reformen var inte fullt genomförd under den perioden, enligt en artikel om folkskolans historia. Folkskolestadgan 1842 innebar att alla barn var skyldiga att förvärva vissa kunskaper och färdigheter, men det var mer av en läroplikt än en skolplikt som vi ser idag. Skolan var uppdelad i en småskola (2 år) och en folkskola (4 år), enligt Lärarnas Historia. 
Folkskolan styrdes i början av sockenstämmorna, men efter 1862 års kommunalreform av kyrkorådet och först 1930 övertog kommunerna driften av skolorna. Skoltiden var från början inte reglerad men 1878 tog en normalplan för 6–7-årig skolundervisningsform fram, som med 1882 års folkskolestadga blev obligatorisk.
Skolplikten för barn födda på 1860-talet var sju år, från det år de fyllde sju till det år de fyllde fjorton, enligt 1842 års folkskolestadga. Denna skolplikt var dock inte alltid strikt efterlevd och varierad i praktiken. 1842 års folkskolestadga etablerade obligatorisk folkskola för alla barn, vilket innebar att de skulle gå i skola under sju år. Skolplikten gällde i praktiken från det år barnet fyllde sju till det år det fyllde fjorton. Trots lagstiftningen fanns det utmaningar med att genomföra skolplikten fullt ut, som brist på lokaler, lärare och skolmaterial. Undervisningen hade varierande skoltid. Skolåret bestod av 34 veckor, men antalet skolveckor kunde variera mellan olika platser, till exempel mellan 20 och 31 veckor i Medelpad år 1865. Innehållet i undervisningen Undervisningen fokuserade främst på läsning, katekesen och skrivning. Matematik, biblisk historia och andra ämnen förekom, men i mindre utsträckning. Skolplikten utvidgades senare till att omfatta även fortsättningsskola (årskurs 7-8). 
Skolplikten för barn födda på 1870-talet var i regel sex år, med start vid sju års ålder. Denna skolplikt var en del av den obligatoriska folkskolan som infördes 1842. Även om folkskolan var sexårig utökades den senare med en fortsättningsskola (årskurs 7 och 8), som fick statsbidrag från 1877. Den obligatoriska folkskolestadgan infördes från 1842, men det fanns vissa undantag och flexibilitet. Skolplikten började vanligtvis vid sju års ålder ovh den obligatoriska skolplikten i folkskolan var ursprungligen sexårig. När det gällde fortsättningsskola fick den från 1877 (årskurs 7 och 8) statsbidrag, vilket innebar att många barn fick möjlighet att fortsätta sin utbildning efter de sex obligatoriska åren. Utvecklingen gick mot längre skolplikt och detta trots att med den sexåriga skolplikten fanns en ambition att förlänga skoltiden, och 7-årig folkskola lagstadgades 1936.
Skolplikten för barn födda på 1880-talet var i de flesta fall sex år, men det fanns variationer beroende på ort och lokala förhållanden. Den obligatoriska folkskolan infördes 1842 och innebar att barn skulle börja skolan vid sju års ålder och gå där i sex år. Även om en sjunde årskurs infördes så småningom, var det inte fullt ut genomfört under hela 1880-talet. Folkskolestadgan 1842, som införde obligatorisk skolgång för alla barn var en viktig reform för att ge alla en grundläggande utbildning. Skolstart för barnen skulle börja skolan vid sju års ålder. Skolplikten var ursprungligen sex år, men en sjunde årskurs tillkom successivt. Det fanns lokala variationer när det gällde antalet skolveckor per år och hur skolan organiserades kunde variera mycket mellan olika orter och rote, beroende på faktorer som tillgång till lärare, elevantal och lokala förhållanden. En fortsättningsskola fanns som ett alternativ efter folkskolan, men det var inte en obligatorisk del av skolplikten. Under slutet av 1800-talet började även specialskolor för elever med särskilda behov, som dövstumma och blinda, att inrättas.
Skolplikten för barn födda på 1890-talet var i de flesta fall sex år, men en del barn gick även i en fortsättningsskola som kunde göra skolplikten längre. Folkskolestadgan från 1842 fastställde att skolan skulle börja vid sju års ålder, och att skolplikten då gällde i sex år, enligt Kvartal. Senare infördes ett sjunde år, men denna reform var inte helt genomförd för alla barn under 1890-talet. Dessutom fanns det fortsättningsskolor (årskurs 7-8) som vissa barn gick i, vilket förlängde skolplikten. För barn med särskilda behov, som döva, blinda eller utvecklingsstörda, fanns det särskilda regler. Dövstumsundervisning blev obligatorisk 1889 med åtta års skolplikt, och blindundervisning blev lagstadgad 1896 med tio års skolplikt, enligt Lärarnas Historia. 

## Undervisning
Skolstarten skedde vanligtvis vid sju års ålder. Folkskolestadgan föreskrev att barnen skulle börja före slutet på sitt 9:e levnadsår. Även om den svenska folkskolan blivit berömd som 6-årig utökades den med tiden genom fortsättningsskola (sjunde och åttonde klass) som från 1877 fick statsbidrag. 7-årig folkskola lagstadgades 1936 och från 1950-talet började 8-årig folkskola bli lagstadgad. Folkskolan blev så kallad ”bottenskola” för dem som sedan valde att studera vid läroverk, men för de flesta i Sverige blev folkskola den enda formen.
Samundervisning tillämpades i den svenska folkskolan. Man hade klasslärare i form av folkskollärare och småskollärare, inte ämneslärare som i läroverken, med undantag för praktiska ämnen som skolkök, slöjd och gymnastik med lek och idrott, och böckerna fanns i bänk. Skolaga tillämpades; från slutet av 1800-talet minskade dock användandet av agan och 1958 förbjöds den helt.

## Grundskola ersätter folkskolan
Med enhetsskolans och grundskolans framväxt i Sverige under efterkrigstiden upphörde folkskolan i början av 1970-talet. Kvarlevor från folkskolan kunde främst märkas i grundskolans låg- och mellanstadium (skolbänkar, klasslärare), medan högstadiet främst hämtade inspiration från läroverken (ämneslärare med mera). En folkskola hette ofta även ”folkskola” i namnet, medan enhetsskolan/grundskolan oftast bara använt ”skola” i namnet.

## Ämnen
- Engelska (allt vanligare under senare tiden) Från och med läsåret 1953–1954 infördes obligatorisk engelskundervisning för alla elever från och med femte klass i folkskolan, ofta med särskilt utbildade lärare, som påtog sig rollen att undervisa i det engelska språket. De elever som gick ut folkskolan fick då fyra års engelskundervisning till och med åttonde klass.
- Läsning och skrivning
- Räkning
- Kristendomskunskap
- Historia
- Geografi
- Biologi
- Syslöjd
- Träslöjd
- Teckning
- Sång och musik
- Skolköksundervisning
- Gymnastik med lek och idrott
- Simkunskap (simkunnighetsprov ingick i den obligatoriska skolundervisningen)
- Ordning (inget ämne, men betyg gavs)
- Uppförande (inget ämne, men betyg gavs)

## Läroplaner
- UPL 1919 (avskaffade Martin Luthers lilla katekes)
- U-55